# No Stylist
No Stylist è un singolo del rapper statunitense French Montana, pubblicato il 20 settembre 2018.
Il singolo ha visto la collaborazione del rapper canadese Drake.

## Tracce
1. No Stylist – 3:12

## Video musicale
Il video musicale vede la partecipazione, tra gli altri, di ASAP Rocky, Cam'ron, Young Thug e Slick Rick.